# Lupăria, Rîșcani
Lupăria este un sat din cadrul comunei Malinovscoe din raionul Rîșcani, Republica Moldova.

## Demografie

### Structura etnică
Structura etnică a satului conform recensământului populației din 2004:
| Grup etnic         | Populație | % Procentaj |
| ------------------ | --------- | ----------- |
| Ucraineni          | 198       | 83,54%      |
| Moldoveni / Români | 24        | 10,13%      |
| Ruși               | 15        | 6,33%       |
| Total              | 237       | 100%        |